# Akabane Kunihiko
Kunihiko Akabane (sinh ngày 20 tháng 8 năm 1972) là một cầu thủ bóng đá người Nhật Bản.

## Sự nghiệp câu lạc bộ
Kunihiko Akabane đã từng chơi cho Osaka Gas, Sanfrecce Hiroshima, Ventforet Kofu và Seino Transportation.